# Bermuda Triangle (album de Buckethead)
Pour les articles homonymes, voir Bermuda Triangle.
Albums de Buckethead
Funnel Weaver
(2002) Electric Tears
(2002)
Bermuda Triangle est le 8e album de Buckethead, sorti le 23 juillet 2002.

## Liste des pistes
| 1.    | Intro                          | 0:34 |
| 2.    | Davy Jones Locker              | 0:56 |
| 3.    | Flight 19                      | 1:48 |
| 4.    | Mausoleum Door                 | 3:29 |
| 5.    | Sea of Expanding Shapes        | 4:24 |
| 6.    | The Triangle Part I: Extrakd   | 1:16 |
| 7.    | Bionic Fog                     | 2:01 |
| 8.    | Forbidden Zone                 | 2:15 |
| 9.    | Telegraph Land of the Crispies | 1:53 |
| 10.   | Pullin' the Heavy              | 2:55 |
| 11.   | Phantom Lights                 | 2:38 |
| 12.   | Jabbar on Alcatrazz Avenue     | 3:18 |
| 13.   | BEESTRO Fowler                 | 3:01 |
| 14.   | Splintered Triplet             | 2:36 |
| 15.   | Whatevas                       | 2:15 |
| 16.   | Sucked Under                   | 4:22 |
| 17.   | Isle of Dead                   | 3:14 |
| 18.   | The Triangle Part II           | 3:19 |
| 19.   | 911                            | 3:18 |
| 49:32 |                                |      |